# Aït Haddou Youssef
 (juillet 2025).
Aït Haddou Youssef est un village et une commune rurale  de la province de Chichaoua dans la région de Marrakech-Tensift-Al Haouz au Maroc. Elle se situe à 164 km de Marrakech, le trajet dure 4 heures et 15 minutes depuis Marrakech.
Au moment du recensement de 2004, la commune comptait une population totale de 5 557 personnes réparties dans 786 ménages.